# زبان دومری
زبان دومَری زبانی‌است هندوآریایی که از سوی مردمان دوم در خاورمیانه، آفریقای شمالی، قفقاز، آسیای میانه و شبه‌قاره هند مورد استفاده قرارمی‌گیرد. این زبان را گاه لوتی و مهتر نیز می‌خوانند.
دومری خواهر زبان رومانی دانسته‌می‌شود. این دو زبان ریشهٔ مشترکی داشته‌اند و پس از خروج گویشورانشان از شبه‌قارهٔ هند دچار جدایی شده‌اند. دومری یکی از زبان‌های هندوآریایی است که ویژگی‌های اولیهٔ خود را محافظه‌کارانه نگاه‌داشته‌است.
دومری خطی رسمی ندارد، ولی بیشتر برای نگارش آن از خط عربی بهره‌می‌برند. این زبان سرشار از وام‌واژه‌های عربی و فارسی است.
دومری زبانی در معرض خطر است. این زبان توسط نسل جوان کنار گذاشته شده است. به گفته یارون ماتراس در مناطق خاص مانند اورشلیم تنها ۲۰ درصد مردم دوم از این زبان در تعاملات روزانه خود استفاده می کنند. این زبان بیشتر مورد استفاده افراد مسن تر جامعه اورشلیم قرار می‌گیرد. نسل جوان بیشتر تحت تاثیر عربی است ، بنابراین بیشتر آنها تنها واژه ها و جملات ساده و ابتدایی این زبان را می‌دانند.

## سنجش میان واژگان
| فارسی | هندی | رومانی    | لوماورن  | لاتین    | گالیک ایرلندی | دومری |
| یک    | ek   | ekh, jekh | yak, yek | unum     | aon           | yika  |
| دو    | do   | duj       | lui      | duo      | dó            | dī    |
| سه    | tīn  | trin      | tərin    | tria     | trí           | tærən |
| چهار  | cār  | štar      | išdör    | quattuor | ceathair      | štar  |
| پنج   | pāñc | pandž     | pendž    | quinque  | cúig          | pandž |
| شش    | che  | šov       | šeš      | sex      | sé            | šaš   |
| هفت   | sāt  | ifta      | haft     | septem   | seacht        | xaut  |
| هشت   | āţh  | oxto      | hašt     | octo     | ocht          | xaišt |
| نه    | nau  | inja      | nu       | novem    | naoi          | na    |
| ده    | das  | deš       | las      | decem    | deich         | des   |
| بیست  | bīs  | biš       | vist     | viginti  | fiche         | wīs   |
| صد    | sau  | šel       | saj      | centum   | céad          | saj   |

## گویش ها
از شناخته شده ترین گویش‌های دومری ، دومری فلسطینی است که گویش مردم دوم در اورشلیم نیز هست. دومری فلسطینی زبانی در معرض خطر است که اکنون کمتر از ۲۰۰ گویشور دارد. زبان نخست اکثریت ۱۲۰۰ نفری جامعه دوم در اورشلیم ، عربی فلسطینی است.
دیگر گویش ها :
- نواری در سوریه ، لبنان ، اردن ، اسرائیل ، فلسطین و مصر
- غربتی در غرب ایران و افغانستان
- هلبی در مصر ، لیبی ، تونس ، الجزایر و مراکش
- کراچی (گراچی) در شمال ترکیه و شمال ایران و قفقاز

## وضعیت
دومری اورشلیم تنها در میان نسل‌های سالخورده تر در جامعه دوم به روانی صحبت می‌شود. این مردم عشایر برای نسل ها دو زبانه بوده اند. با این حال عربی تغییری در زبان غالب ایجاد کرده است. در دهه ۱۹۴۰ مردم دوم فرهنگ عشایری خود را رها کردند و شروع به مستقر شدن و کار کردن در جامعه محلی کردند. این اتفاق منجر به همگون سازی کودکان دوم در دبستان ها که در محیطی کنار کودکان عرب بزرگ می شدند ، شد. در نتیجه نسل دهه ۱۹۴۰ نمی توانست زبان دومری را به روانی صحبت کند و عربی جایگزین زبان دومری شد و برای ارتباط متقابل میان نسل ها مورد استفاده قرار گرفت. 